# Mutisi-Grotten
Die Mutisi-Grotten bzw. die Grotten des Muti-Tempels oder Grotten des „Holzleiter-Tempels“ (chinesisch 木梯寺石窟, Pinyin Mùtī sì shíkū, englisch Mutisi Grottoes / Temple-Caves of Mutisi / Temple-Cave with Wooden Ladder) im Kreis Wushan von Tianshui in der chinesischen Provinz Gansu sind ein buddhistischer Höhlentempel.
Der Höhlentempel geht auf die Zeit der Nördlichen Wei-Dynastie aus der Zeit der Südlichen und Nördlichen Dynastien zurück. In ihm befinden sich Skulpturen und Fresken aus der Zeit der Nördlichen Wei-Dynastie, Tang-Dynastie, Song-Dynastie, der Fünf Dynastien, Yuan-Dynastie sowie aus späteren Zeiten. Die Höhlen wurden bereits beschädigt und mehrfach ausgeraubt.
Die Mutisi-Grotten (Muti si shiku) stehen seit 2006 auf der Liste der Denkmäler der Volksrepublik China (6-869).